# 逗子マリーナ
リビエラ逗子マリーナ（リビエラずしマリーナ）は、神奈川県逗子市小坪の相模湾沿いにあるマリーナリゾートであり、敷地内にはマリーナ（ヨットハーバー）を中心に、ホテル、レストラン、マンション、イベントプロデュース、ウエディングなどの展開がある。
初めは西洋環境開発によって開発・運営され、現在はリビエラ・グループ（東京・南青山3丁目）の所有・運営となっている。

## 概要

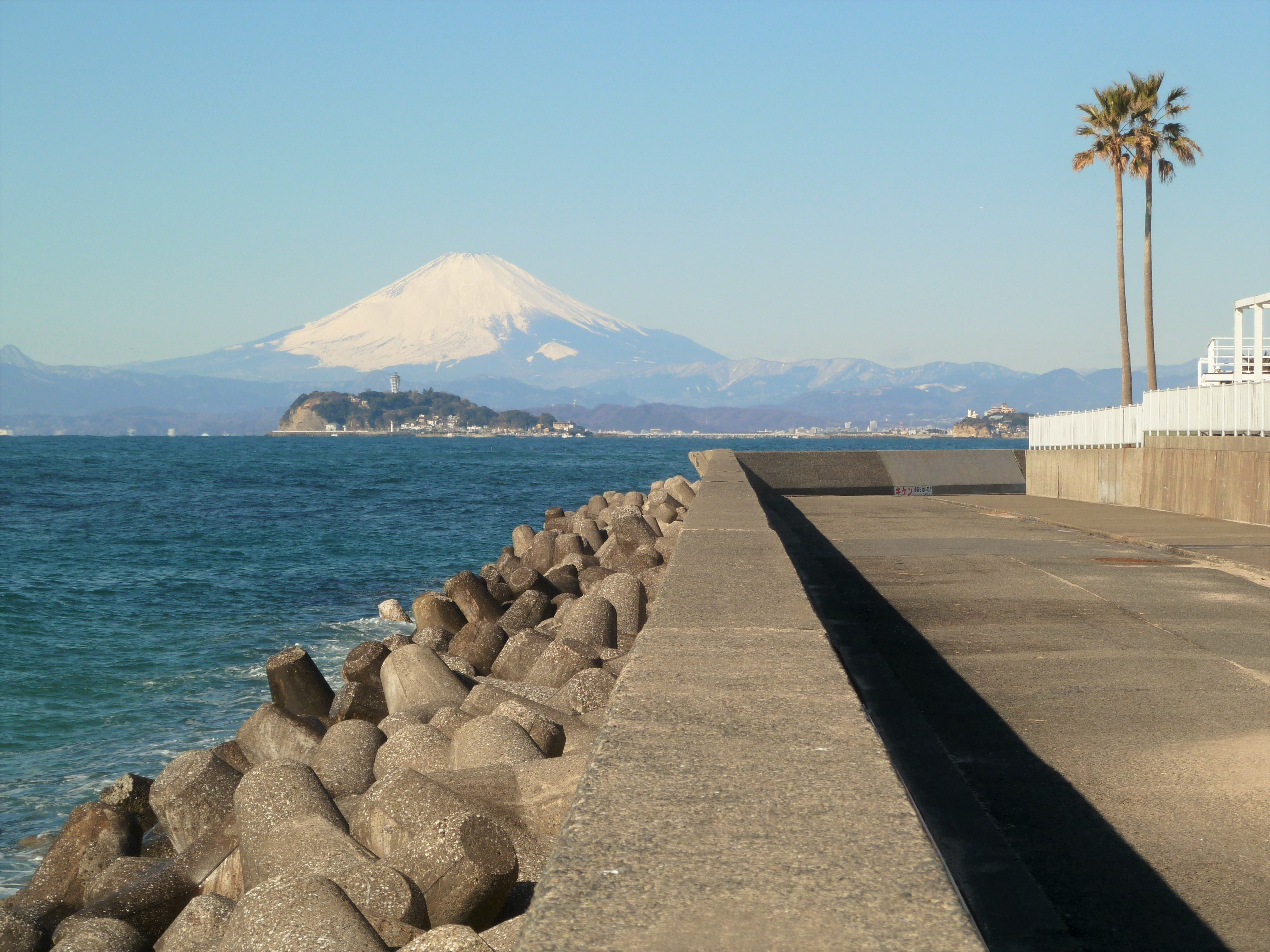
逗子マリーナから望む江の島と富士山

9棟の分譲マンション、5箇所の共有会員制宿泊施設のほか、リビエラグループが運営するマリーナ、ホテル、レストラン、イベント会場などによって構成される。
多くのマンションからは相模湾内の葉山町や江の島、遠く富士山が見渡せる。マンションは分譲された住戸のほか、会員制の「逗子マリーナオーナーズ」（4クラブ総口数2796口）が運営されている。マンションの販売仲介、お部屋のお掃除、お庭のメンテナンス、部屋のリフォームも受け付けている。
ハーバーには、海上係留と陸上艇置併せて約280艇のクルーザー及びボート、ヨットを置く事が出来る他、ビジター用バースもある。新艇、中古艇の販売の他、メンテナンスも受け付けている。
リストランテＡＯ逗子マリーナ、日本初上陸レストランのマリブファーム逗子マリーナ、ロンハーマンカフェと、ジャンルの異なる3つのレストランがあり、会員制テニスコートも完備している。毎月第一日曜日にマルシェを開催、毎月ジャズライブを開催。
会員制シェアクラブ「リビエラリゾートクラブ」は会員制のクラブで、クルーザーやヨットのシェアリング行いながら、マリンライフスタイルを提案している。分譲マンション住人やハーバー利用者用駐車場のほかに、有料駐車場は150台分用意されている。

## 歴史

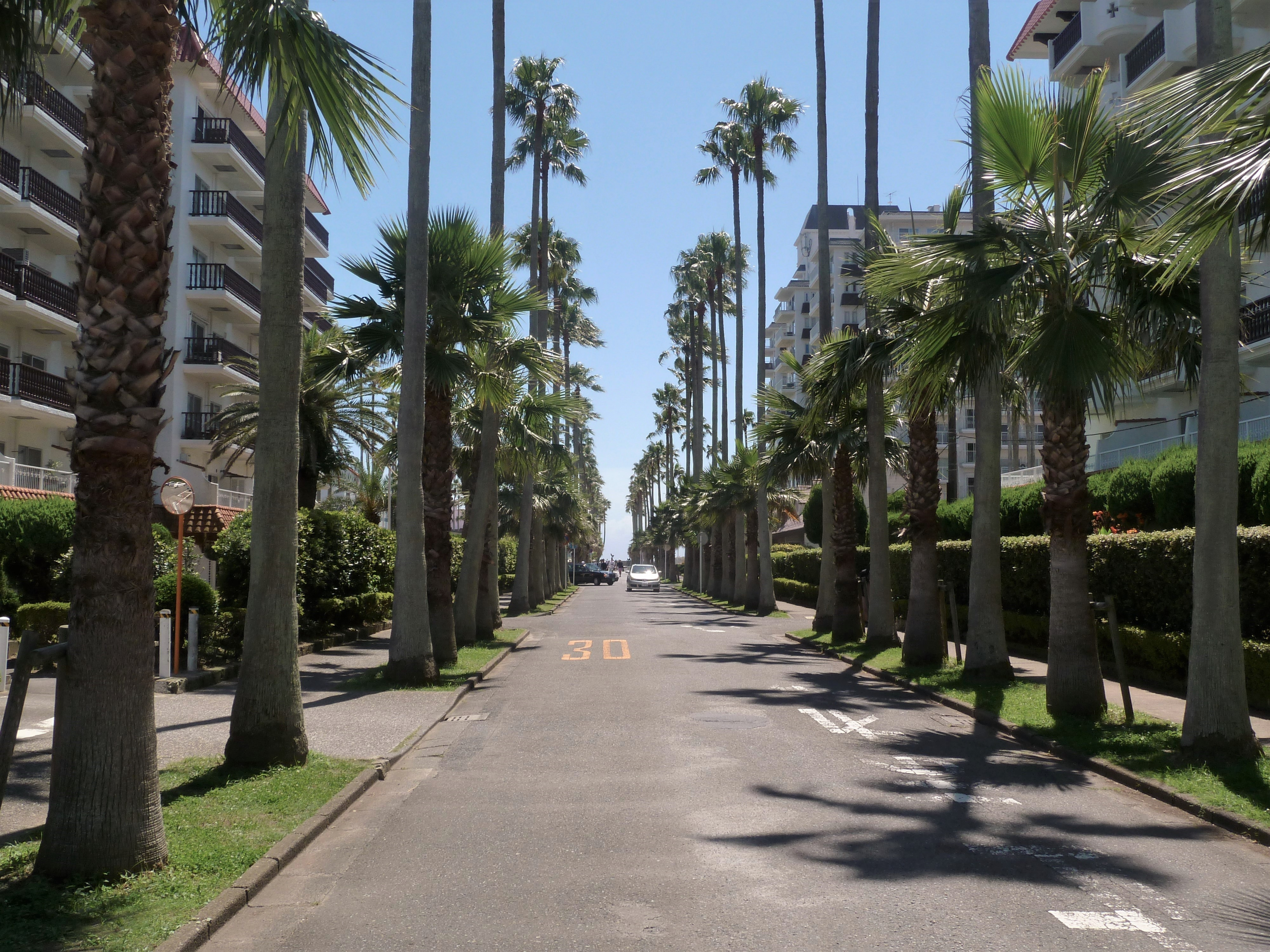
ヤシが植栽された並木道

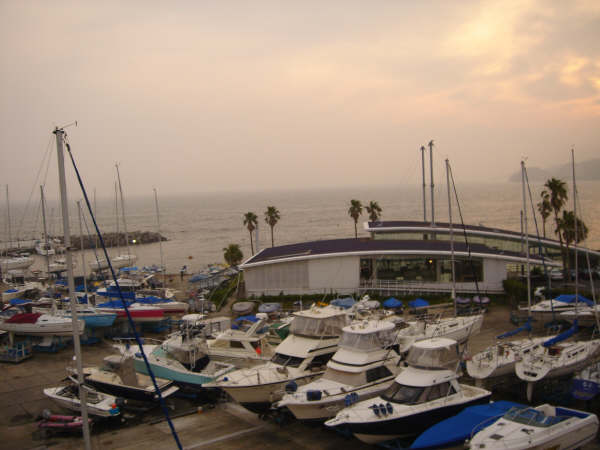
港の陸上艇置部と屋内プール

逗子マリーナの開発は、地中海のリゾート地をイメージしたマリーナとして西武流通グループ（後のセゾングループ）によって行われた。敷地は逗子市小坪の岩礁を、鎌倉霊園造成工事の残土を用いて埋め立てることで造成され、1971年（昭和46年）6月に開業した。
開業後、1970年代中盤から1980年代終盤にかけて計9棟、1,226戸のマンションが建設・分譲された（本館のみ定期借地権）。敷地内にはマリーナやプール、レストラン、ボウリング場など各種施設も建設された。
所在地は東京都心から約1時間と比較的近距離にあり、湘南の海に囲まれヤシの木がふんだんに植えられ、その地中海的雰囲気から人気を得た。道路標識などを隠すと日本とは思えない海外を思わせる風景となることから、1980年代後半のバブル景気期にかけては、しばしばトレンディドラマや映画、CMなどの撮影も行われ、日産・シルビアなどの自動車CMなどの撮影に使用された。
しかし、事業主であった西洋環境開発が2001年（平成13年）に倒産。2002年にリビエラグループが施設全体を買収し、事業を継承した。セコムによる管理は継続されたものの、実質的な事業主が不在のままに3年近くが経過した。
2004年（平成16年）以降、会場となるシースケイプ、クリスタルヴィラの建設、プールの大幅改修、大型マリーナクレーンの導入、ボウリング場「マリーナボール」の廃止など、施設老朽化の補修やリニューアル、新築などによる事業再建が試みられ、2010年代に入り高層ホテルとマンションの建設も公表されたが、これは住人の反対に遭い撤回された。
2020年にスモールラグジュアリーホテル「マリブホテル」と、日本初上陸レストラン「マリブファーム」が開業。2022年には国際環境認証「ブルーフラッグ」を取得した。

## 建物

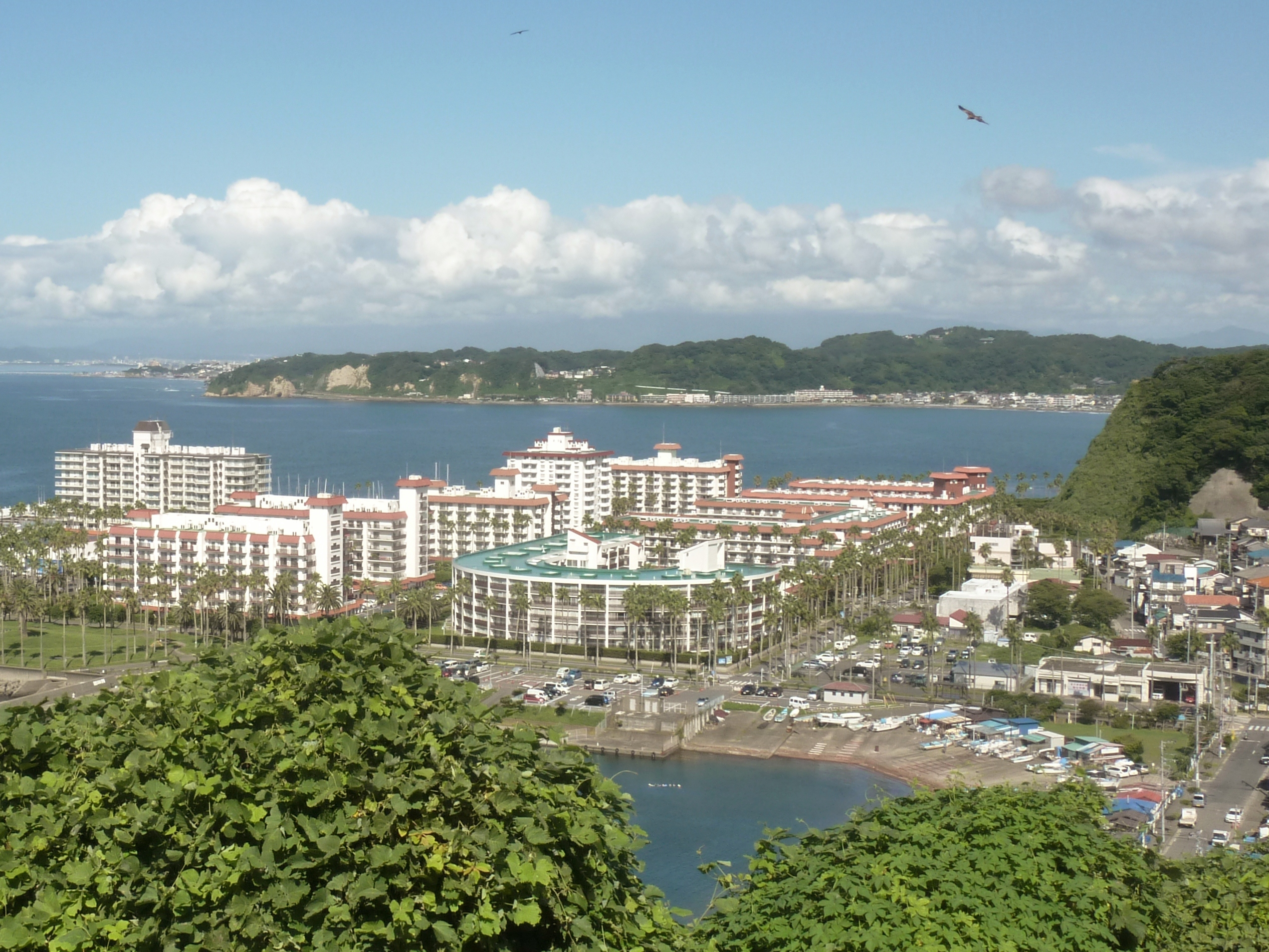
逗子マリーナのマンション群

- 本館 - 地上12階、地下1階建て、1971年（昭和46年）5月竣工
- 1号棟 - 地上9階、地下1階建て、1976年（昭和51年）5月竣工
- 2号棟 - 地上12階、地下1階建て、1973年（昭和48年）4月竣工
- 3号棟 - 地上7階建て、1977年（昭和52年）3月竣工
- 4号棟 - 地上9階建て、1975年（昭和50年）3月竣工
- 5号棟 - 地上9階建て、1975年（昭和50年）3月竣工
- 6号棟 - 地上6階建て、1977年（昭和52年）12月竣工
- 7号棟 - 地上5階、地下1階建て、1982年（昭和57年）6月竣工
- 8号棟 - 地上5階、地下1階建て、1989年（平成元年）3月竣工

## 運営会社
- リビエラ逗子マリーナ

1967年　小坪湾公有水面事業の協力を目的に、逗子観光開発株式会社として設立
1970年　逗子マリーナ管理株式会社に商号変更
1982年　逗子マリーナ株式会社に商号変更
1983年　株式会社エスエルピーに商号変更
1998年　株式会社エスエルピーと株式会社シーボニアが合併、商号を株式会社マリンリゾートに変更
2002年　株式会社リビエラが、株式会社マリンリゾートの経営母体となる
2005年　商号を株式会社リビエラリゾートに変更
- リビエラシーボニアマリーナ

1963年　三浦市小網代湾内に2万坪の埋立地造成を目的にパンパシフィックエンタープライズ株式会社として設立
1972年　株式会社シーボニアに商号変更
1998年　株式会社エスエルピーと株式会社シーボニアが合併、商号を株式会社マリンリゾートに変更
。

## エピソード
- 1972年（昭和47年）4月16日、作家の川端康成が仕事場としていた本館4階で死亡した。これはガス自殺と見られている。
- かつて松任谷由実がプールでライブを行っていたことも知られている。これは親会社の西洋環境開発がセゾングループの中枢企業であったことも大きく、当時、西武百貨店やプリンスホテルでも松任谷の関連イベントが盛んに開催されていが、先述のチャペル増築に伴い、2004年(平成16年)に終了した。
- プールでWARやJWPのプロレス興行が開かれたこともあり、これらの興行では「テキサス・プールサイド・デスマッチ」が名物となっていた。なお、JWPでは逗子撤退後も道場マッチにおいて「真夏のプチ逗子マリーナ」（後にJWP道場の所在地から「六木マリーナ」）と題した前出のルールによる試合を行っている。
- 旧来、湘南ローカルながら月例大会が開催され、藤沢市から通うファンもいた、ボウリング場「マリーナボール」も2004年（平成16年）に廃業した。だが建て替えずにそのまま大幅に改装され、ウェディングサロン、インフォメーションセンター、フローリスト、カフェ等に利用されている。
- シーサイドレストランは当初「レストラン・セゾン」。「Il Pirata」（イル・ピラータ）で20有余年。2004年に「GRAND BLUE」（グランブルー）となり、2005年に「GRAND BLUE OCHIAI」になった。
- 本館1階のダイニングレストラン「Captains' Cafe」はハーバーを借景にランチやクルージング後のティータイムなど、カジュアルに利用できて人気があり最盛期にはウェイティングも発生したが、所有権が問題で本館住民とリビエラリゾートの間で訴訟がおこなわれ、現在は新しい結婚式の会場「マリーナテラス」としてリニューアルされた。